# Parsonsia latifolia
Parsonsia latifolia är en oleanderväxtart som först beskrevs av George Bentham, och fick sitt nu gällande namn av Stanley Thatcher Blake. Parsonsia latifolia ingår i släktet Parsonsia och familjen oleanderväxter. Inga underarter finns listade i Catalogue of Life.